# Неплюев, Адриан Иванович
Адриан Иванович Неплюев (19 августа 1712 — 18 ноября 1750) — русский дипломат и статский советник из рода Неплюевых.

## Биография
Родился 19 августа 1712 года в селе Поддубье Новгородского уезда, в семье Ивана Ивановича Неплюева и Федосьи Фёдоровны Татищевой. В 1721 году его отец, отправленный Петром I в Константинополь резидентом, взял Адриана с собой. Однако 31 августа 1722 года , в связи с обострением отношений с Турцией, Иван Иванович отправил сына, через Мальту и Францию, в Амстердам. Кроме того, он обратился к императору с просьбой предоставить Адриану содержание и образование. В 1724 году эта просьба была удовлетворена, и мальчик стал получать жалование в виде 300 рублей в год.
Известно, что в 1740 году он был секретарём в Коллегии иностранных дел, после чего его назначили секретарём посольства в Османскую империю при А. И. Румянцеве. В 1742 году в Бендерах, возвращаясь вместе с Румянцевым в Россию, передал от последнего приветствие местному паше, за что получил от него в подарок горностаевую шубу. В 1743 году присутствовал на русско-шведских мирных переговорах. В 1744 году объявил французскому послу Шетарди приказ императрицы Елизаветы Петровны о его немедленном выезде из Санкт-Петербурга.
В июле 1745 года, после смерти резидента А. А. Вешнякова, Неплюев занял его должность, как человек знакомый с положением дел в Турции и известный в Константинополе. Когда в 1746 году он прибыл в Константинополь, турецкие министры в первую очередь поинтересовались, какие подарки он им привёз, однако дипломат ответил, что резиденты подарков не привозят, и быстро приступил к переговорам по освобождению русских пленных от буджакских и крымских татар. Кроме того, новый резидент просил Турцию оказать давление на крымского хана, чтобы тот выслал из Крыма скрывавшихся там казаков, ногайцев и калмыков.
В октябре 1746 года Неплюев доложил своему правительству о заключении белого мира между Турцией и Персией. И хотя турки тогда страдали от нехватки денег, имели место слухи об их приготовлениях к атаке на Запорожье. В связи с этим дипломат рекомендовал направить туда русские войска.
Скончался в Константинополе и был похоронен в Буюкдере. О его болезни и смерти в Санкт-Петербург сообщил находившийся при миссии иеромонах Иосиф, обвинявший его в атеизме и возмущавшийся хорошим отношениям Неплюева с английским послом, которого священник также считал атеистом.